# Donald (Oregon)
Donald è una città degli Stati Uniti d'America, nella Marion nello Stato dell'Oregon. Conta 608 abitanti.